# Исхак ибн Хунайн
Абу́ Яку́б Исха́к ибн Хуна́йн ибн Исха́к аль-’Иба́ди (араб. أبو يعقوب إسحاق بن حنين بن إسحاق العبادي‎; ум. 910) — известный арабский математик, физик и врач. Работал в Доме мудрости в Багдаде. Славился как переводчик с греческого и сирийского языков. Автор известного перевода «Начал» Евклида, обработанного Сабитом ибн Куррой, и «Альмагеста» Птолемея. Перевёл трактат Автолика «О движущейся сфере». Известен тем, что написал первую биографию врачей на арабском языке. Он сын известного переводчика Хунайна ибн Исхака.